# Trung tâm Asia
Trung tâm Asia (Asia Entertainment Inc.) là một công ty sản xuất các chương trình ca nhạc của người Mỹ gốc Việt, do nhạc sĩ Anh Bằng thành lập vào năm 1982.

## Lịch sử
Trung tâm Asia (tên thương mại Asia Entertainment Inc.) được nhạc sĩ Anh Bằng thành lập vào năm 1982 tại Westminster, California.
Ban đầu, nhạc sĩ Anh Bằng lấy tên là Trung tâm Lê Minh Bằng. Sau khi sản xuất, phát hành được bốn băng cassette, nhạc sĩ Anh Bằng đổi tên thành Trung tâm Dạ Lan. Dạ Lan sản xuất và phát hành băng nhạc thứ nhất chủ đề "Như Một Nụ Hồng" rất thành công, giúp ông đủ vốn để mở một phòng thâu thanh lớn hơn, thay thế cho phòng thâu nhỏ ở trong nhà để xe. Ông nhường lại Trung tâm Dạ Lan cho người cháu ruột Trần Thăng (giám đốc Trung tâm Mây sau này) làm chủ, rồi sáng lập nên Trung tâm Asia vào năm 1985. Khi mới thành lập, Trung tâm Asia chỉ phát hành nhạc trên cassette và CD, đến năm 1990 mới bắt đầu thực hiện các video âm nhạc thu hình ngoại cảnh.
Tháng 8 năm 1992, Asia bắt tay thực hiện chương trình video thu hình trực tiếp đầu tiên có tên Đêm Sài Gòn 1 tại Caesar Palace, Las Vegas. Rồi nhạc sĩ Anh Bằng bị suy giảm thính giác nên giao lại việc quản lý cho con gái là Thy Vân. Thy Vân đã mời vợ chồng nhạc sĩ Trúc Hồ và Diệu Quyên - lúc đó mới sang định cư, về hợp tác. Sau đó, tiếp tục có Việt Dzũng và Nam Lộc tham gia cộng tác với vai trò MC. Dưới sự điều hành của Thy Vân, Trúc Hồ và Diệu Quyên, Trung tâm Asia trở thành một trong những trung tâm ca nhạc lớn nhất của cộng đồng người Việt hải ngoại.
Từ đó đến nay, Trung tâm Asia chuyên sản xuất và thu hình những đại nhạc hội ở khắp nơi. Từ rạp hát Long Beach Performing Arts Center, các sòng bạc tại Las Vegas, cho đến Dolby Theatre ở Hollywood. Trung tâm Asia nổi tiếng với các chương trình chủ đề: Đêm Sài Gòn, Tác Giả Tác phẩm, Dạ Vũ Quốc tế, Âm nhạc Vòng Quanh Thế giới, Bốn Mùa, Tình khúc Thời Chinh Chiến, Mùa Hè Rực Rỡ... Ngoài ra, Trung tâm Asia còn thực hiện live show cho một số ca sĩ.
Ngoài ra, Trung tâm cũng đã đào tạo và lăng-xê thành công nhiều ca sĩ trẻ tên tuổi của làng ca nhạc hải ngoại như: Lâm Nhật Tiến, Như Quỳnh, Đan Nguyên, Huỳnh Phi Tiễn, Lâm Thúy Vân, Gia Huy, Shayla, Ánh Minh, Dạ Nhật Yến, Y Phương, Băng Tâm, Đặng Thế Luân, Justin Nguyễn, Mai Thanh Sơn, Lê Anh Quân, Cát Lynh...
Trung tâm Asia cũng tổ chức những chương trình hằng năm:
- The Dream / Asia Voice / Giọng Ca Vàng (thi tìm kiếm giọng ca tài năng mới)
- Giải Sáng Tác (sáng tác ca khúc)
- Cám Ơn Anh (sinh hoạt văn nghệ quyên góp tiền ủng hộ cho thương phế binh Quân lực Việt Nam Cộng hòa trong nước)
- Bảo trợ văn nghệ cho Đại hội Thánh Mẫu tại Missouri.

Từ cuối thập niên 2010, Trung tâm Asia không còn hoạt động sôi nổi. Đây là tình trạng chung của các trung tâm ca nhạc người Việt tại hải ngoại do chi phí sản xuất ngày càng cao mà doanh thu lại sụt giảm.
Ngày 27 tháng 10 năm 2016, nhạc sĩ Trúc Hồ gửi lá thư thông báo về việc ngưng hợp tác làm chỉ đạo âm nhạc cho Trung tâm Asia kể từ sau chương trình Asia 78. Mục đích là để có thời gian tập trung bảo tồn và phát triển đài SBTN do anh sáng lập. Sự ra đi của Trúc Hồ cũng kéo theo sự ra đi của nhiều ca sĩ chủ lực của Trung tâm Asia như Lâm Nhật Tiến, Thiên Kim, Quốc Khanh, Đoàn Phi, Nguyên Khang, Huỳnh Phi Tiễn, Hoàng Thục Linh, Băng Tâm, Mai Thanh Sơn. Còn riêng Đan Nguyên, Nguyễn Hồng Nhung và Hà Thanh Xuân thì đã sang cộng tác với Trung tâm Thúy Nga từ trước đó. Sau đó Băng Tâm, Lâm Thúy Vân và Hồ Hoàng Yến cũng sang cộng tác với Trung tâm Thúy Nga.
Ngày 31 tháng 10 năm 2016, Trung tâm Asia ra thông cáo báo chí giới thiệu Ban giám đốc mới gồm:
- Thy Vân (Tổng giám đốc)
- Vũ Tuấn Đức (Chỉ đạo âm nhạc)
- John Bạch (Nhà sản xuất)
- Đăng Minh Hoàng (Nhà sản xuất)

Và một Ban Cố vấn gồm những thành viên kỳ cựu với Trung tâm Asia và dày dặn kinh nghiệm trong ngành âm nhạc/văn hóa Việt Nam.
John Bạch và Đăng Minh Hoàng chính là hai nhà sản xuất trẻ đã thực hiện hai cuốn DVD Asia Icons – Mai Lệ Huyền (2014) và DVD Asia Golden 4 – Khúc Nhạc Tình Quê (2015).
Trung tâm Asia sản xuất được thêm ba chương trình rồi ngừng sản xuất chương trình mới kể từ cuốn Asia 82: Dòng Nhạc Phạm Đình Chương (năm 2018) cho đến nay.
Trung tâm Asia còn có phát hành băng nhạc của trung tâm phụ như Tình Ca Hai Mươi, Tinh Hoa, Việt Nam Hải Ngoại.

## Đại nhạc hội
Khác với Thúy Nga, các chương trình của Asia không có hạn định số lượng MC nhất định. Hai MC được xem là trụ cột của Asia là Nam Lộc và Việt Dzũng. Những MC khác từng cộng tác nhiều lần với Trung tâm như Thùy Dương (luật sư), Ngọc Đan Thanh, Leyna Nguyễn (người MC từng đoạt giải Emmy), Bảo Châu, Dương Nguyệt Ánh, Trịnh Hội, Nguyễn Cao Kỳ Duyên, Công Thành, Jo Marcel, Lê Tín Hương...
Những nhạc sĩ cộng tác riêng với Asia là Anh Bằng, Trầm Tử Thiêng, Trúc Hồ, Việt Dzũng, Cardin Nguyễn, Sỹ Đan, Trúc Sinh, Lê Đức Long, Trịnh Nam Sơn...
Những ca sĩ chủ lực của Asia là Lâm Thúy Vân, Thanh Lan, Lâm Nhật Tiến, Gia Huy, Thanh Thúy, Shayla, Trish Thùy Trang, Cardin Nguyễn, Dạ Nhật Yến, Thiên Kim, Ánh Minh, Thùy Hương, Diễm Liên, Nguyên Khang, Ngọc Huyền, Y Phương, Băng Tâm, Đặng Thế Luân, Y Phụng, Ngọc Minh, Quốc Khanh, Đoàn Phi, Đan Nguyên, Hồ Hoàng Yến, Mai Thanh Sơn, Lê Anh Quân, Huỳnh Phi Tiễn, Hoàng Anh Thư, Nhật Lâm, Cát Lynh, Ngọc Anh Vi...
Bên cạnh mảng ca nhạc, các chương trình Đại nhạc hội của Trung tâm Asia còn xen kẽ các vở hài kịch đặc sắc với nhiều danh hài đã từng góp mặt như Chí Tài, Vân Sơn, Bảo Liêm, Quang Minh, Hồng Đào, Túy Hồng...
| Nghệ sĩ góp mặt                                                    |
| ------------------------------------------------------------------ |
| Công Thành                                                         |
| Kỳ Duyên                                                           |
| Ý Lan                                                              |
| Don Hồ                                                             |
| Lâm Thúy Vân                                                       |
| Elvis Phương                                                       |
| Phương Hồng Quế                                                    |
| Anh Quý                                                            |
| Trizzie Phương Trinh                                               |
| Trung Hành                                                         |
| Thanh Tuyền                                                        |
| Lệ Thu (†)                                                         |
| Xuân Phát (†)                                                      |
| Mai Lệ Huyền                                                       |
| Văn Chung (†)                                                      |
| Tuấn Anh                                                           |
| Thúy Vi                                                            |
| Phương Loan                                                        |
| Chí Tài (†)                                                        |
| Nhật Trường (†)                                                    |
| Nini                                                               |
| Hạ Vy                                                              |
| Vina Uyển My                                                       |
| Quỳnh Hương                                                        |
| Tuấn Ngọc                                                          |
| Thùy Dương                                                         |
| Duy Quang (†)                                                      |
| Billy Shane (†)                                                    |
| Vân Sơn                                                            |
| Bảo Liêm                                                           |
| Thiên Trang                                                        |
| Julie (Julie Quang)                                                |
| Song Ca Bình Minh                                                  |
| Mạnh Đình                                                          |
| Khánh Ly                                                           |
| Kenny Thái                                                         |
| Vũ Khanh                                                           |
| Băng Châu                                                          |
| Sơn Tuyền                                                          |
| Thái Châu                                                          |
| Thanh Lan                                                          |
| Trường Kỳ (†)                                                      |
| Lynda Trang Đài                                                    |
| Lâm Bảo Tường                                                      |
| Lâm Nhật Tiến                                                      |
| Quốc Hùng                                                          |
| Như Quỳnh                                                          |
| Ngọc Lan (†)                                                       |
| Elvis John                                                         |
| Lê Uyên                                                            |
| Lê Uyên Phương (†)                                                 |
| Sĩ Phú (†)                                                         |
| Gia Huy                                                            |
| Johnny Dũng                                                        |
| Nhật Quân                                                          |
| Hùng Cường (†)                                                     |
| Kim Anh                                                            |
| Chế Linh                                                           |
| Chung Tử Lưu                                                       |
| Thanh Huyền                                                        |
| Thùy Vân                                                           |
| Việt Dzũng (†)                                                     |
| Trịnh Nam Sơn                                                      |
| Hoàng Trọng Thụy                                                   |
| Thanh Thúy                                                         |
| Duy Khánh (†)                                                      |
| AVT (Lữ Liên, Trường Duy, Hoàng Long)                              |
| Nam Lộc                                                            |
| Lê Tín Hương                                                       |
| Thanh Trúc                                                         |
| Sỹ Đan                                                             |
| Shayla (Shayla Kim)                                                |
| Hoàng Oanh                                                         |
| Jo Marcel                                                          |
| Phương Dung                                                        |
| Duy Linh                                                           |
| Khánh Hà                                                           |
| Thanh Mai                                                          |
| Lê Tâm                                                             |
| Yến Phương                                                         |
| Loan Châu                                                          |
| Minh Phượng                                                        |
| Bảo Tuấn                                                           |
| Trish Thùy Trang                                                   |
| Đức Huy                                                            |
| Diệp Thanh Thanh                                                   |
| Thúy Anh                                                           |
| Anh Tú (†)                                                         |
| John Đỗ Giang                                                      |
| Vũ Tuấn Đức                                                        |
| Phi Nhung (†)                                                      |
| Tuấn Vũ                                                            |
| Trường Vũ                                                          |
| Nguyễn Dương                                                       |
| Thu Tuyết                                                          |
| Anh Dũng                                                           |
| Tú Quyên                                                           |
| Jacqueline Thụy Trâm                                               |
| Chế Phương                                                         |
| Hương Lan                                                          |
| Hoàng Nam                                                          |
| Trúc Anh                                                           |
| Mạnh Quỳnh                                                         |
| Philip Huy                                                         |
| ASIA 4 (Cardin Nguyễn, Evan Vũ Lê, Spencer Nguyễn, James Nguyễn)   |
| Thụy Trinh                                                         |
| Heart-2-Exist (Lê Huy Phong, Lê Huy Phát, Ngọc Diễm, Pauline Trúc) |
| Nguyệt Ánh                                                         |
| Dạ Nhật Yến                                                        |
| Đinh Ngọc                                                          |
| Orchid Lâm Quỳnh                                                   |
| Ái Vân                                                             |
| Phương Nghi                                                        |
| Kiều Nga (†)                                                       |
| Thiên Kim                                                          |
| Túy Hồng                                                           |
| Quang Minh                                                         |
| Hồng Đào                                                           |
| Chí Tài (†)                                                        |
| Hoàng Cầm                                                          |
| Mỹ Huyền                                                           |
| Nguyễn Ngọc Chân                                                   |
| Lê Huỳnh                                                           |
| Kiều Linh (†)                                                      |
| Việt Phong                                                         |
| Huỳnh Long Giang                                                   |
| Tim Nguyễn                                                         |
| Duy Phụng                                                          |
| Mỹ Dung                                                            |
| Kim Nghĩa                                                          |
| Đức Tín                                                            |
| Lê Xuân Trường                                                     |
| Diệu Quyên                                                         |
| Vanna Hoàng Yến                                                    |
| Tấn Thanh                                                          |
| Xuân Mỹ                                                            |
| Đỗ Tân Khoa                                                        |
| Khả Tú                                                             |
| Hoàng Đạo                                                          |
| Hà Phương                                                          |
| Tuấn Hùng                                                          |
| Tuấn Châu                                                          |
| Vivian Đỗ                                                          |
| Đặng Tuyết Mai (†)                                                 |
| Thanh Hà                                                           |
| Ánh Minh                                                           |
| Thùy Hương                                                         |
| Diễm Liên                                                          |
| Hồ Ngọc Như                                                        |
| Phan Văn Hưng                                                      |
| Châu Đình An                                                       |
| Nguyên Khang                                                       |
| Tuấn Dũng                                                          |
| Phượng Liên                                                        |
| Đoàn Thy                                                           |
| Quốc Tuấn                                                          |
| Mỹ Lan                                                             |
| Hạ Lan                                                             |
| Như Mai                                                            |
| Thái Doanh Doanh                                                   |
| Mỹ Trinh                                                           |
| Cindy                                                              |
| Bé Tin                                                             |
| Leyna Nguyễn                                                       |
| KTV                                                                |
| Đặng Minh Thông                                                    |
| Châu Tuấn                                                          |
| Phạm Khải Tuấn                                                     |
| Ngọc Huyền                                                         |
| Y Phương                                                           |
| Thanh Phương                                                       |
| Tommy                                                              |
| Thanh Xuân                                                         |
| Kỳ Anh                                                             |
| Phi Vân                                                            |
| Minh Châu                                                          |
| Trịnh Hội                                                          |
| Mai Thế Hiệp                                                       |
| Dương Nguyệt Ánh                                                   |
| Jonathan Phan                                                      |
| Bảo Châu                                                           |
| Chosen One                                                         |
| Tường Nguyên                                                       |
| Băng Tâm                                                           |
| Đặng Thế Luân                                                      |
| Cecilia Nguyễn                                                     |
| Diệu Hương                                                         |
| Anh Khoa                                                           |
| Y Phụng                                                            |
| Phương Vũ                                                          |
| Từ Công Phụng                                                      |
| Tracy Phạm                                                         |
| Trung Tín                                                          |
| Angela Trâm Anh (†)                                                |
| Hoài Trân                                                          |
| Ngọc Hạ                                                            |
| Dalena                                                             |
| Ngọc Minh                                                          |
| Trúc Mai                                                           |
| Thanh Toàn                                                         |
| Tố Loan                                                            |
| Trung Chỉnh (†)                                                    |
| Thảo My                                                            |
| Henry Chúc                                                         |
| Phương Thảo                                                        |
| Ngọc Lễ                                                            |
| Hà Thanh (†)                                                       |
| Thanh Phong                                                        |
| Duy Trường                                                         |
| Tường Khuê (†)                                                     |
| Nay Dũng                                                           |
| Kim Loan                                                           |
| Hương Huyền                                                        |
| Bảo Yến                                                            |
| Thi Phan                                                           |
| Neil Đặng                                                          |
| Quốc Khanh                                                         |
| Ngọc Hương                                                         |
| Lê Nguyên                                                          |
| Đoàn Phi                                                           |
| Kim Tiểu Long                                                      |
| Thùy Dương (MC)                                                    |
| Minh Hiếu                                                          |
| Phương Hồng Ngọc                                                   |
| Phương Hoài Tâm                                                    |
| Quỳnh Anh                                                          |
| Đan Nguyên                                                         |
| Minh Phụng (†)                                                     |
| Bé Na                                                              |
| Bé Nấm                                                             |
| Nguyễn Hồng Nhung                                                  |
| Jennifer Flynn                                                     |
| Nhã Phương                                                         |
| Phan Nhật Nam                                                      |
| Bích Vân                                                           |
| Hồ Hoàng Yến                                                       |
| Vicky                                                              |
| Bé Tí Tẹo                                                          |
| Paolo                                                              |
| Kiều Oanh                                                          |
| Chí Tâm                                                            |
| Justin Nguyễn                                                      |
| Tiến Dũng                                                          |
| Thành An                                                           |
| Mai Thanh Sơn                                                      |
| Lê Anh Quân                                                        |
| Tâm Đoan                                                           |
| Linda                                                              |
| Sơn Ca                                                             |
| Giang Tử (†)                                                       |
| Ngọc Đan Thanh                                                     |
| Hà Thanh Xuân                                                      |
| Cát Lynh                                                           |
| Nhật Lâm                                                           |
| Hoàng Anh Thư                                                      |
| Kristine Sa                                                        |
| Hồng Diễm                                                          |
| Jaydon Phạm                                                        |
| Huỳnh Phi Tiễn                                                     |
| Đỗ Tiên Dung                                                       |
| Lê Quốc Tuấn                                                       |
| Thủy Tiên                                                          |
| Lưu Đức Long                                                       |
| Quỳnh Trang                                                        |
| Ngọc Anh Vi                                                        |
| Trúc Hồ                                                            |
| Vương Dzung                                                        |
| Hoàng Thục Linh                                                    |
| Andy Quách                                                         |
| Trang Thanh Lan                                                    |
| Trúc Mi                                                            |
| Huy Sinh                                                           |
| Nga My                                                             |
| Đăng Vũ                                                            |
| Hoàng Lan                                                          |
| Thế Sơn                                                            |
| Hoàng Kim                                                          |
| Teresa Mai                                                         |
| Mai Phi Long                                                       |
| Anh Tuấn                                                           |
| Bảo Khánh                                                          |
| Triệu Minh                                                         |
| Nguyễn Thắng                                                       |
| Antoneus Maximus                                                   |
| Duy Thành                                                          |
| Diễm Ngân                                                          |
| Nguyễn Khắc Huy                                                    |
| Khả Linh (Phương Yến Linh)                                         |
| Bích Đào                                                           |
| Phương Trang                                                       |
| Quốc Thái                                                          |
| Nguyễn Hoàng Nam                                                   |
| Hà Thanh Vân                                                       |
| Tuyết Vi                                                           |
| Linh Đan                                                           |
| Khánh Trân                                                         |
| Ngô Khải Anh                                                       |
| Huệ Thy                                                            |
| Dạ Hương                                                           |
| Hoàng Quân                                                         |
| Xuân Phú                                                           |
| Leon Vũ                                                            |
| Triệu Khắc Vinh                                                    |

#### Danh sách nghệ sĩ cộng tác nhiều nhất
(từ 20 chương trình trở lên)
| Hạng | Tên              | Số cuốn | Hạng | Tên           | Số cuốn | Hạng | Tên              | Số lượng | Hạng | Tên          | Số cuốn |
| ---- | ---------------- | ------- | ---- | ------------- | ------- | ---- | ---------------- | -------- | ---- | ------------ | ------- |
| 1    | Lâm Thúy Vân     | 70      | 12   | Diễm Liên     | 36      | 24   | Hồng Đào         | 30       | 35   | Đoàn Phi     | 24      |
| 2    | Lâm Nhật Tiến    | 69      | 12   | Nguyên Khang  | 36      | 25   | Thanh Thúy       | 29       | 35   | Mỹ Huyền     | 24      |
| 3    | Trish Thùy Trang | 53      | 12   | Thùy Hương    | 36      | 26   | Thùy Dương       | 28       | 35   | Vũ Khanh     | 24      |
| 4    | Việt Dzũng       | 49      | 15   | Hoàng Oanh    | 35      | 27   | Ánh Minh         | 27       | 38   | Đan Nguyên   | 23      |
| 5    | Thanh Lan        | 45      | 15   | Shayla        | 35      | 27   | Diệp Thanh Thanh | 27       | 38   | Hồ Hoàng Yến | 23      |
| 5    | Thanh Trúc       | 45      | 15   | Y Phương      | 35      | 29   | Lê Tâm           | 26       | 38   | Spencer      | 23      |
| 5    | Thanh Tuyền      | 45      | 18   | Đặng Thế Luân | 34      | 29   | Sỹ Đan           | 26       | 41   | Tường Nguyên | 22      |
| 8    | Gia Huy          | 43      | 18   | Phillip Huy   | 34      | 31   | Dạ Nhật Yến      | 25       | 42   | Lệ Thu       | 21      |
| 9    | Thiên Kim        | 42      | 20   | Ngọc Huyền    | 33      | 31   | Evan Lê          | 25       | 42   | Doanh Doanh  | 21      |
| 10   | Nam Lộc          | 41      | 21   | Băng Tâm      | 32      | 31   | Phương Hồng Quế  | 25       | 42   | Trường Vũ    | 21      |
| 11   | Cardin           | 40      | 21   | Tuấn Vũ       | 32      | 31   | Quốc Khanh       | 25       | 42   | Y Phụng      | 21      |
| 11   | Mạnh Đình        | 40      | 23   | Quang Minh    | 31      |      |                  |          | 46   | Don Hồ       | 20      |

## Trong nước
Giữa thập niên 2000, chính quyền Việt Nam ra lệnh cấm và "thu hồi" các DVD in lậu chương trình do Trung tâm Asia sản xuất. Cụ thể là các chương trình Asia 54: Bước Chân Việt Nam, Asia 58: Lá thư từ chiến trường, Asia 65: 55 Năm Nhìn Lại, Asia 66: Cánh hoa thời loạn, Asia 71: 32 Năm Kỷ Niệm.